# Pacifische muskaatduif
De Pacifische muskaatduif (Ducula pacifica) is een vogel uit de familie der Columbidae (Duiven en tortelduiven).

## Verspreiding en leefgebied
Deze soort komt voor van de Bismarck-archipel tot de Cookeilanden en telt twee ondersoorten:
- D. p. sejuncta: van de eilanden nabij noordelijk Nieuw-Guinea tot de westelijke Bismarck-archipel.
- D. p. pacifica: van de Louisiaden tot de Salomonseilanden, Samoa, Tonga, Niue en de Cookeilanden.